# 반어인

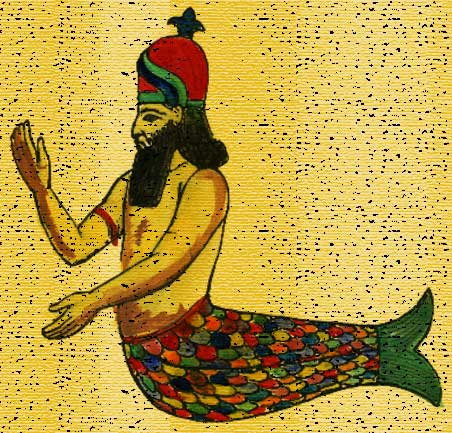
메소포타미아의 어인 신(神) 다곤.

반어인(半魚人) 또는 머맨(merman)은 여성인 인어(머메이드)에 대응되는 남성적인 전설의 생물이다.

## 같이 보기
- 보댜노이